# Mikael Rørdam
Mikael Rørdam (Copenhague, 7 de janeiro de 1959) é um matemático dinamarquês, especialista em álgebra de operadores e suas aplicações.

## Formação e carreira
Rørdam obteve a graduação com título de mestrado na Universidade de Copenhague em 1984. Obteve um doutorado na Universidade da Pensilvânia, orientado por Richard Kadison, com a tese The theory of unitary rank and regular approximation.
Foi palestrante convidado do Congresso Internacional de Matemáticos em Madrid (2006). 

## Publicações selecionadas

### Artigos
- Rørdam, Mikael (1991). «On the structure of simple C*-algebras tensored with a UHF-algebra». Journal of Functional Analysis. 100 (1): 1–17. ISSN 0022-1236. doi:10.1016/0022-1236(91)90098-P
- Rørdam, Mikael (1992). «On the structure of simple C*-algebras tensored with a UHF-algebra, II». Journal of Functional Analysis. 107 (2): 255–269. doi:10.1016/0022-1236(92)90106-S
- Blackadar, Bruce; Rørdam, Mikael (1992). «Extending states on preordered semigroups and the existence of quasitraces on C*-algebras». Journal of Algebra. 152 (1): 240–247. ISSN 0021-8693. doi:10.1016/0021-8693(92)90098-7
- Rørdam, M. (1995). «Classification of Certain Infinite Simple C*-Algebras». Journal of Functional Analysis. 131 (2): 415–458. doi:10.1006/jfan.1995.1095
- Kirchberg, Eberhard; Rørdam, Mikael (2000). «Non-simple purely infinite C*-algebras». American Journal of Mathematics. 122 (3): 637–666. doi:10.1353/ajm.2000.0021
- Kirchberg, Eberhard; Rørdam, Mikael (2002). «Infinite Non-simple C*-Algebras: Absorbing the Cuntz Algebra O∞». Advances in Mathematics. 167 (2): 195–264. doi:10.1006/aima.2001.2041
- Rørdam, M. (2002). «Classification of Nuclear, Simple C*-algebras». Classification of Nuclear C*-Algebras. Entropy in Operator Algebras. Col: Encyclopaedia of Mathematical Sciences. 126. [S.l.: s.n.] pp. 1–145. ISBN 978-3-642-07605-3. doi:10.1007/978-3-662-04825-2_1
- Rørdam, Mikael (2003). «A simple C*-algebra with a finite and an infinite projection». Acta Mathematica. 191 (1): 109-142
- Rørdam, Mikael (2004). «The stable and the real rank of {\displaystyle z}-absorbing C*-algebras». International Journal of Mathematics. 15 (10): 1065–1084. doi:10.1142/S0129167X04002661 2004
- Rørdam, Mikael; Winter, Wilhelm (2010). «The Jiang–Su algebra revisited». Journal für die Reine und Angewandte Mathematik. 2010 (642). arXiv:0801.2259. doi:10.1515/crelle.2010.039
- Rørdam, Mikael (2019). «Fixed-points in the cone of traces on a C*-algebra». Transactions of the American Mathematical Society. 371 (12): 8879–8906. ISSN 0002-9947. doi:10.1090/tran/7797

### Livros
- Rørdam, M.; Larsen, Flemming; Laustsen, N. J. (20 de julho de 2000). An Introduction to K-Theory for C*-Algebras. [S.l.: s.n.] ISBN 9780521789448
- Rørdam, M.; Størmer, Erling (20 de novembro de 2001). Classification of Nuclear C*-Algebras. Entropy in Operator Algebras. [S.l.: s.n.] ISBN 9783540423058